# Paratrigona ornaticeps
Paratrigona ornaticeps är en biart som först beskrevs av Schwarz 1938.  Paratrigona ornaticeps ingår i släktet Paratrigona och familjen långtungebin. Inga underarter finns listade i Catalogue of Life.